# تيرنيفكا
تيرنيفكا هي مدينة من مدن أوكرانيا. يبلغ عدد سكانها 23792 نسمة وذلك حسب إحصائيات سنة 2024. يبلغ ارتفاع المدينة عن سطح البحر قرابة 100 متر.

## معرض صور

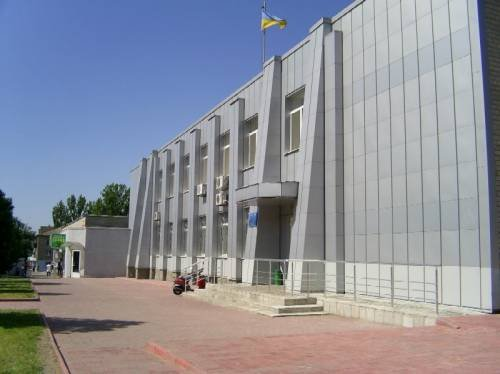
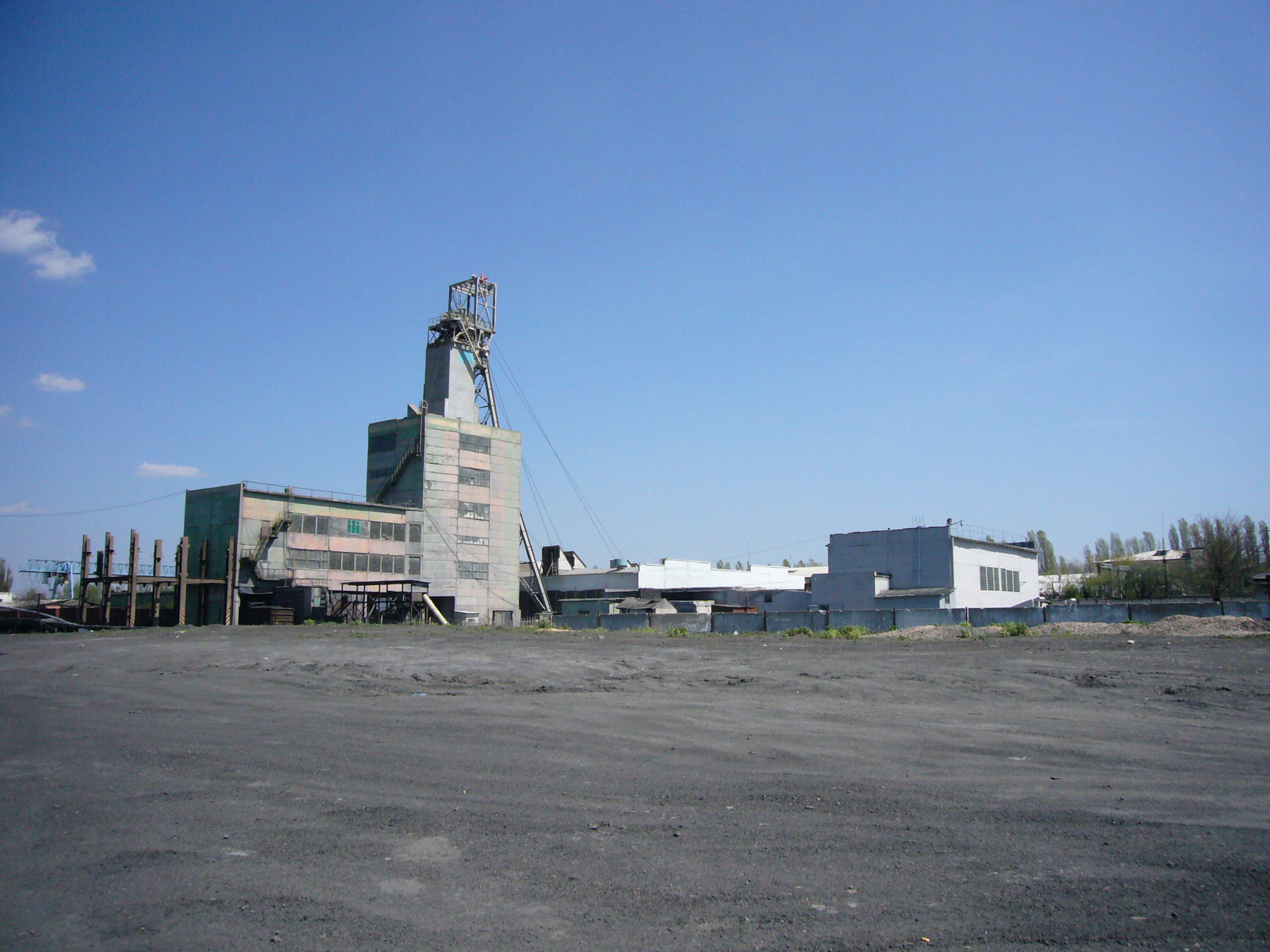
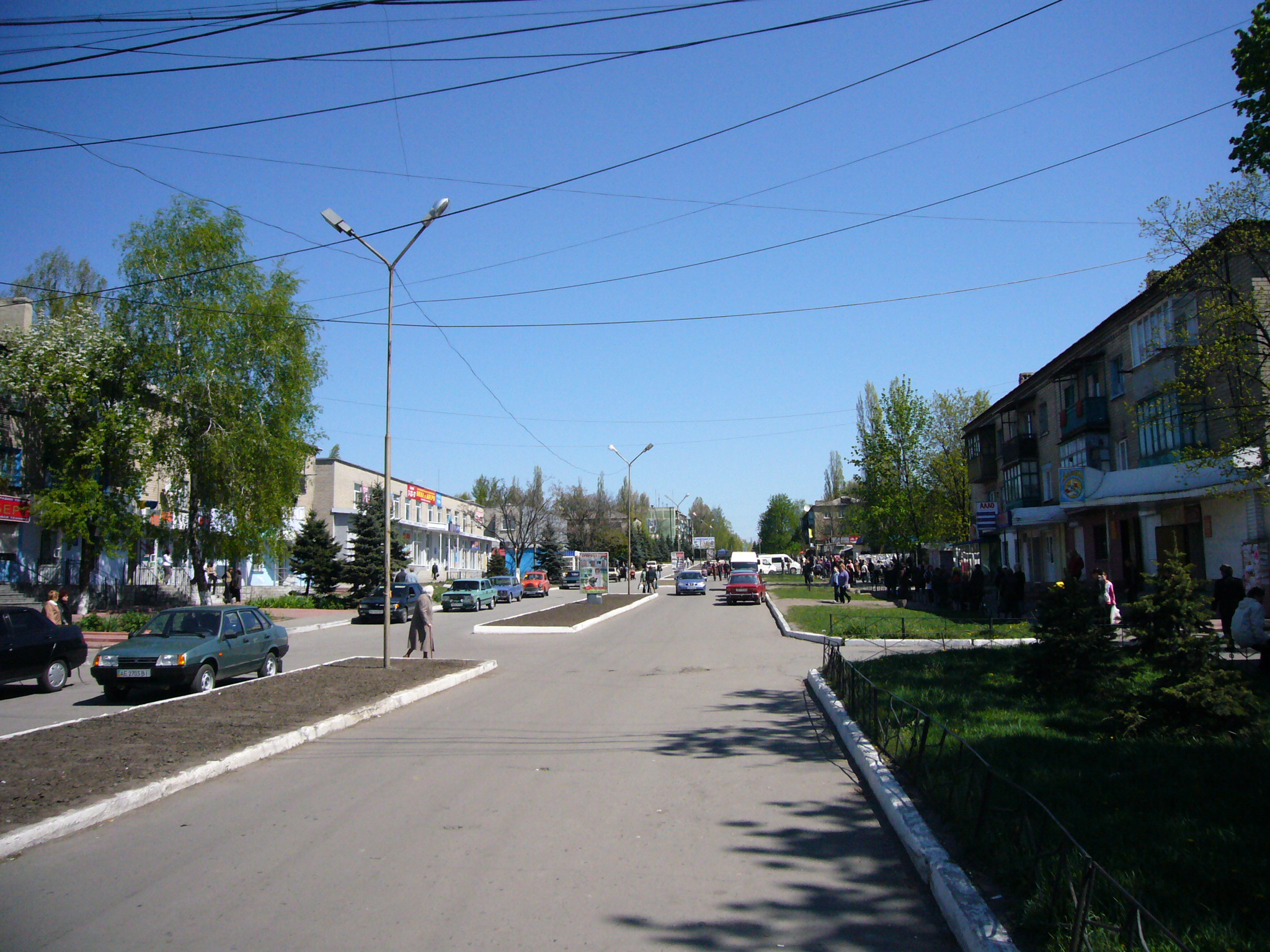

## أعلام
- ناتاليا توركالو